# Масарага (гора)
Гора Масарага — стратовулкан, розташований у місті Лігао в провінції Албай, регіоні Біколь, на острові Лусон, Філіппіни. Вулкан є гостроверхою горою вкритою лісом, висотою 1328 м над рівнем моря.  Вона примикає до конуса вулкана Майон.
Історичних вивержень вулкану не було зафіксовано. Остання активність з виверженням датована голоценом як повідомляє Глобальна програма вулканізму. Масивні потоки лави того періоду присутні на схилах гори Масарага, маловивченого вулкана на Філіппінах. Породи представлені переважно андезити та ріоліти.  Тектонічно Масарага є частиною Бікольського вулканічного пасма вулканів і  Тихоокеанського вогняного кільця.
Філіппінський інститут вулканології та сейсмології (PHIVOLCS) відніс гору до числа неактивних вулканів Філіппін. 

## Інші посилання
- Сторінка неактивних вулканів (архів)